# قناص

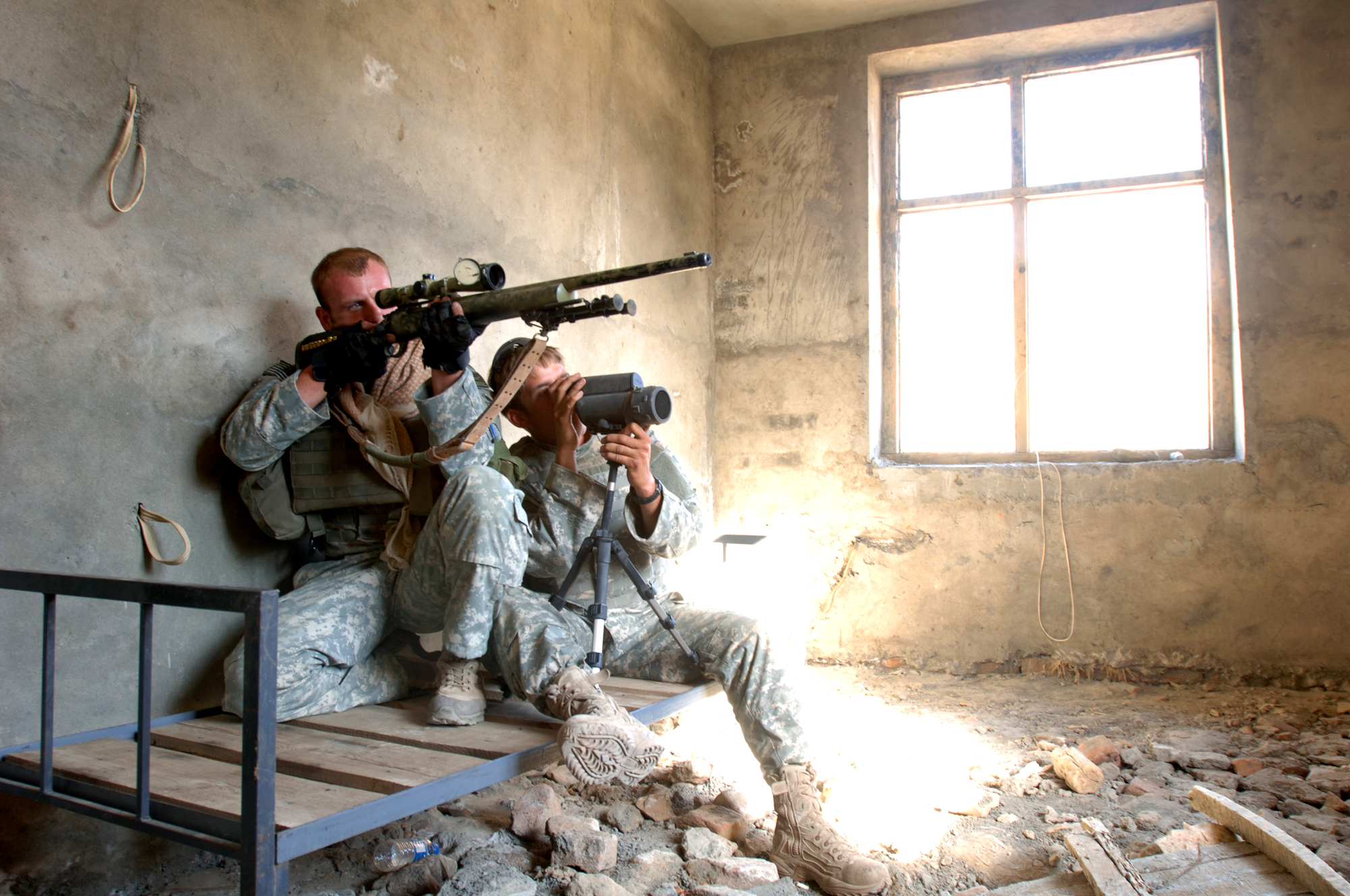
قناص وجندي مراقب في أفغانستان

القناص هو الشخص الذي تدرب على إطلاق النار بدقة على الأهداف الصغيرة جدا أو البعيدة، وفي أكثر الأحيان هدف القناص هو الإنسان العدو.
ويوجد في المناطق العسكرية دورات تدريبية عسكرية للقنص وخاصة مايستخدم بندقية القنص،وهو نوع خاص من البنادق.
وقد اكتشف تلسكوب القنص يسمى نطاق القنص وهو يساعد على القنص.
ويتدرب القناص على مهارة التخفي، لكي يصعب على العدو أن يراه.
وللقناص اسم آخر وهو «الهداف».
خبرة الصيادين غالبا ما تشترك في العديد من المهارات القناصة ويجب معرفتها.
كلمة القناص جاءت من كلمة القنص التي كانت من الصعب جدا أن نرى الطيور ونطلق من دون قنص.
القناص المقصود فيه الصياد المحترف وليس قناص(sniper) سمي قناصا لاحترافه بالصيد وصيد السمك والحيوانات
كما أن القناصة أنواع مختلفة

## اساليب القناصة
يعمل القناصة عادة في ازواج تتكون من فرد يحدد الهدف ويحسب اتجاه وسرعة الرياح والاخر يطلق النار.
عندما يكون القناص بمفرده يسعي للتخفي والاختباء حتي يتمكن من تنفيذ مهامه.

## اجواء العمل
- الاجواء الهادئة : (ليلا وحين يتوقف إطلاق النار) يسعى القناص الي الهدوء والثبات وعدم إطلاق النار بعشوائية حتي لا يتم كشف موقعه.
- الأجواء الصاخبة : (أثناء تبادل إطلاق النار وحين القصف المدفعي)يسعي القناص الي استهداف الرتب العالية والافراد في النقط العالية والحصينة.